# 高繼宣
高繼宣（?—?），字舜舉，蒙城縣漆園鎮人。
名將高瓊之子，“善騎射，頗工筆札”，以蔭補西頭供奉官，負責漕運，升豳州兵馬都監。宋仁宗時，為平亂大將軍，一年內平定亂賊。歷任磁相邢洛子州巡檢使，統管安肅軍，改任保州知州。慶曆元年（1041年）西夏急攻麟州，繼宣率兵冒雨抵天門關，由王凯在三松岭开战，大破西夏軍，遂解圍。官至眉州（今四川眉山）防禦使，卒於任所，與高瓊合葬於雙鎖山南麓。